# هوز ذات تشيك (أغنية دافيد غيتا)
هوز ذات تشيك؟ هي أغنية من قبل الدي جي الفرنسي دفيد جتا، من النسخة الثانية من ألبوم ون لوف (2009), المعاد إصداره بعنوان ون مور لوف (2010). الأغنية مع اشتراك المغنية ريانا. الأغنية من كتابة كيندا «كيي» حامد، دفيد جتا، جورجيو توينفورت، فريديريك ريستيرير، ومن إنتاج دفيد، جورجيو وفريديريك. صدرت في 22 نوفمبر، 2010, كأغنية منفردة رقمية. أيضاً صدرت عن طريق أسطوانة منفردة ولاحقاً صدرت كأسطوانة مطولة تضمنت ريمكسات في الولايات المتحدة.
تلقت الاغنية مراجعات إيجابية من نقاد الموسيقى، أشاد معظمهم التعاون بين ريانا ودفيد وكذلك تكوين الأغنية. وقد وصف البعض بأنها أكثر الأغاني إثارة للاهتمام في عام 2010, ويرجع ذلك إلى كيف كانت الأغنية متصلة إلى مشاريع متعددة، بما في ذلك حملة ترويجية مع دوريتوس.

## الأداء التجاري
حققت «هوز ذات تشيك؟» نجاحاً معتدلا في كافة أنحاء العالم.

### أوقيانوسيا
في أستراليا، دخلت لأول مرة في المركز السادس والثلاثون يوم 5 ديسمبر، 2010. بلغت ذروتها في المركز السابع في الأسبوع الثامن. تم اعتماد الأغنية بشهادة البلاتينيوم مرتين من قبل رابطة صناعة تسجيل الأسترالية، لشحن 140,000 نسخة. في نيوزيلندا، الأغنية دخلت لأول مرة في المركز الثامن والعشرون يوم 28 نوفمبر، 2010, وبلغت ذروتها في المركز الثامن لمدة أسبوعين في 10 يناير، 2011. تم اعتماد الأغنية بشهادة البلاتينيوم من قبل اتحاد صناعة التسجيلات في نيوزيلندا، لشحن 15,000 نسخة.

### أوروبا
في أوروبا، دخلت بلجيكا (والونيا) لأول مرة في المركز التاسع يوم 12 ديسمبر، 2010. تم اعتماد الأغنية بالشهادة الذهبية من قبل جمعية الترفيه البلجيكية، تدل على بيع 10,000 نسخة. بلغت ذروتها في المركز الأول بعد سبعة أسابيع يوم 15 يناير، 2011. في النمسا، بلغت ذروتها في المركز الرابع يوم 12 ديسمبر، 2010. دخلت فنلندا لأول مرة في المركز الحادي عشر يوم 29 نوفمبر، 2010, وبلغت ذروتها في المركز الخامس لمدة أسبوعين. في فرنسا، دخلت لأول مرة المركز السادس في 29 نوفمبر، 2010, لمدة أسبوعين. بلغت ذروتها في المركز الخامس في الأسبوع الثلاث، لمدة أسبوعين آخرين. في النرويج، دخلت لأول مرة وبلغت ذروتها في المركز الخامس يوم 29 نوفمبر، 2010, وأمضت في المراكز العشرة الأولى لمدة ثلاث أسابيع أخرى. في إسبانيا، الأغنية دخلت لأول مرة في المركز الحادي عشر يوم 28 نوفمبر، 2010, وبلغت ذروتها في المركو الخامس في الأسبوع العاشر بعد تقدم وتراجع الأغنية في المراكز العشرين الأولى. تم اعتماد الأغنية بالشهادة الذهبية من قبل منتجين الموسيقى الإسبانية، تدل على بيع 20,000 نسخة. في بلجيكا (فلاندرز), بلغت ذروتها في المركز السادس يوم 18 ديسمبر، 2010, لمدة ثلاثة أسابيع، والمركز الثامن في سويسرا. تم اعتماد الأغنية بالشهادة الذهبية من قبل اتحاد صناعة التسجيلات الألمانية تدل على بيع 150,000 نسخة. الأغنية كانت أقل نجاحاً في السويد وهولندا، حيث بلغت ذروتها في المركز الرابع عشر والسادس عشر، على التوالي.
في المملكة المتحدة، دخلت لأول مرة في المركز التاسع يوم 11 ديسمبر، 2010. في نفس الأسبوع، كان لدى ريانا أغنيتين في المراكز العشرة الأولى، «اونلي غيرل (اون ذا وورلد)» و «واتز ماي نيم؟», حيث كانوا في المركز السابع والثامن، على التوالي. وبهذا الإنجاز تصبح ريانا رابع فنان يصبح لديها على الأقل ثلاث أغاني في المراكز العشرة الأولى في نفس الوقت في المملكة المتحدة. بلغت ذروتها في المركز السادس يوم 22 يناير، 2011. دخلت دانس المملكة المتحدة لأول مرة في المركز الثاني يوم 11 ديسمبر، 2010. الأغنية أمضت ستة أسابيع في المركز الثاني، منعت من الوصول إلى القمة من قبل أغنية بلاك آيد بيز «ذا تايم (ديرتي بت)», قبل وصولها إلى المركز الأول في 22 يناير، 2011, لمدة أسبوعين. تم اعتماد الأغنية بالشهادة الفضية من قبل صناعة التسجيلات البريطانية تدل على شحن 200,000 نسخة.

### أمريكا الشمالية
في بيلبورد هوت 100, بلغت ذروتها في المركز الواحد والخمسون يوم 29 يناير، 2011, أمضت في المخطط مدة سبعة أسابيع. بلغت ذروتها في المركز الأول في بيلبورد هوت أغاني الدانس كلوب والمركز الثالث والثلاثون في بيلبورد أغاني البوب. أيضاً في المركز الثامن والأربعون في بيلبورد أغاني رقمية. دخلت الأغنية في المركز الرابع في قائمة أفضل الأغاني مبيعاً في بيلبورد هوت أغاني الدانس كلوب لعام 2011.

## الجوائز والترشيحات
| السنة | الحفل                       | الفئة                            | النتيجة |
| ----- | --------------------------- | -------------------------------- | ------- |
| 2011  | جوائز أغاني الدانس العالمية | أفضل أغنية دانس آر أند بي/إيربان | رُشِّح     |
| 2011  | جوائز فيديو متش ميوزك       | فيديو السنة العالمي - فنان       | رُشِّح     |

## قائمة أغاني الأغنية المنفردة
| - تحميل رقمي 1. «هوز ذات تشيك؟» [معدلة] (مع ريانا) – 2:47 - أسطوانة منفردة ألمانية 1. «هوز ذات تشيك؟» [النسخة الأصلية] (مع ريانا) – 3:19 2. «هوز ذات تشيك؟» [إف إم آي إف! ريمكس] (مع ريانا) – 5:20 | - أسطوانة مطولة في الولايات المتحدة 1. «هوز ذات تشيك؟» [معدلة] (مع ريانا) – 2:47 2. «هوز ذات تشيك؟» [آدم إف ريمكس] (مع ريانا) – 5:00 3. «هوز ذات تشيك؟» [النسخة المطولة] (مع ريانا) – 4:35 4. «هوز ذات تشيك؟» [نسخة اللحن] – 3:18 |

## الرسوم البيانية
| المخطط (2010–2011)            | المركز | المصادر |
| ----------------------------- | ------ | ------- |
| أستراليا                      | 7      | [ 1 ]   |
| النمسا                        | 4      | [ 7 ]   |
| بلجيكا (فلاندرز)              | 6      | [ 13 ]  |
| بلجيكا (والونيا)              | 1      | [ 5 ]   |
| البرازيل                      | 28     | [ 37 ]  |
| أغاني البوب البرازيل          | 19     | [ 37 ]  |
| جمهورية التشيك                | 11     | [ 38 ]  |
| الدنمارك                      | 25     | [ 39 ]  |
| أيرلندا                       | 4      | [ 40 ]  |
| إسرائيل                       | 2      | [ 41 ]  |
| فنلندا                        | 5      | [ 8 ]   |
| فرنسا                         | 5      | [ 9 ]   |
| المجر                         | 17     | [ 42 ]  |
| هولندا                        | 16     | [ 43 ]  |
| نيوزيلندا                     | 8      | [ 44 ]  |
| النرويج                       | 5      | [ 10 ]  |
| سلوفاكيا                      | 1      | [ 45 ]  |
| إسبانيا                       | 5      | [ 11 ]  |
| السويد                        | 14     | [ 16 ]  |
| دانس المملكة المتحدة          | 1      | [ 27 ]  |
| المملكة المتحدة               | 6      | [ 20 ]  |
| بيلبورد هوت 100               | 51     | [ 30 ]  |
| بيلبورد هوت أغاني الدانس كلوب | 1      | [ 31 ]  |
| بيلبورد أغاني البوب           | 33     | [ 31 ]  |

| المخطط (2010) | المركز | المصادر |
| ------------- | ------ | ------- |
| أستراليا      | 91     | [ 46 ]  |
| ألمانيا       | 90     | [ 47 ]  |

| المخطط (2011)                 | المركز | المصادر |
| ----------------------------- | ------ | ------- |
| أستراليا                      | 58     | [ 48 ]  |
| النمسا                        | 35     | [ 49 ]  |
| ألمانيا                       | 45     | [ 50 ]  |
| المجر                         | 53     | [ 51 ]  |
| نيوزيلندا                     | 44     | [ 52 ]  |
| سويسرا                        | 31     | [ 53 ]  |
| المملكة المتحدة               | 40     | [ 54 ]  |
| بيلبورد هوت أغاني الدانس كلوب | 4      | [ 33 ]  |

## الشهادات
| الدولة          | الشهادات     | المبيعات | المصادر |
| --------------- | ------------ | -------- | ------- |
| أستراليا        | 2× بلاتينيوم | 140,000  | [ 2 ]   |
| بلجيكا          | ذهبي         | 10,000   | [ 6 ]   |
| ألمانيا         | ذهبي         | 150,000  | [ 15 ]  |
| إيطاليا         | ذهبي         | 15,000   | [ 55 ]  |
| نيوزيلندا       | بلاتينيوم    | 15,000   | [ 4 ]   |
| إسبانيا         | ذهبي         | 20,000   | [ 12 ]  |
| المملكة المتحدة | فضي          | 200,000  | [ 29 ]  |

## تاريخ الإصدار
| الدولة           | التاريخ         | نوع التحميل    | شركة الإنتاج | المصادر       |
| ---------------- | --------------- | -------------- | ------------ | ------------- |
| أستراليا         | 22 نوفمبر، 2010 | تحميل رقمي     | فيرجن، إيمي  | [ 34 ]        |
| بلجيكا           | 22 نوفمبر، 2010 | تحميل رقمي     | فيرجن، إيمي  | [ 34 ]        |
| الدنمارك         | 22 نوفمبر، 2010 | تحميل رقمي     | فيرجن، إيمي  | [ 34 ]        |
| فنلندا           | 22 نوفمبر، 2010 | تحميل رقمي     | فيرجن، إيمي  | [ 34 ]        |
| فرنسا            | 22 نوفمبر، 2010 | تحميل رقمي     | فيرجن، إيمي  | [ 34 ]        |
| ألمانيا          | 22 نوفمبر، 2010 | تحميل رقمي     | فيرجن، إيمي  | [ 34 ]        |
| هولندا           | 22 نوفمبر، 2010 | تحميل رقمي     | فيرجن، إيمي  | [ 34 ]        |
| إسبانيا          | 22 نوفمبر، 2010 | تحميل رقمي     | فيرجن، إيمي  | [ 34 ]        |
| السويد           | 22 نوفمبر، 2010 | تحميل رقمي     | فيرجن، إيمي  | [ 34 ]        |
| الولايات المتحدة | 22 نوفمبر، 2010 | تحميل رقمي     | فيرجن، إيمي  | [ 34 ]        |
| ألمانيا          | 26 نوفمبر، 2010 | أسطوانة منفردة | فيرجن، إيمي  | [ 35 ] [ 56 ] |
| المملكة المتحدة  | 28 نوفمبر، 2010 | أسطوانة منفردة | فيرجن، إيمي  | [ 35 ] [ 56 ] |
| الولايات المتحدة | 7 يناير، 2011   | أسطوانة مطولة  | فيرجن، إيمي  | [ 36 ]        |